# Bonsai Barber
Bonsai Barber est un jeu vidéo de simulation édité par Nintendo et développé par Zoonami sorti sur Wii. Il est disponible en téléchargement via WiiWare depuis 2009 en Amérique du Nord et en Europe et depuis 2010 au Japon. Le jeu propose au joueur de coiffer des bonsaïs.

## Développement
Le processus de conception du jeu se déroule en tout durant plus de deux ans. Les concepteurs, à ce moment au nombre de deux, créent un premier prototype durant trois mois avant de prendre une pause pour ensuite créer un deuxième prototype et de s'arrêter à nouveau. Au troisième prototype, le développement du jeu prend de l'envergure et se transforme en une vraie production complète.